# Lijst van burgemeesters van Warffum
Dit is een lijst van burgemeesters van de voormalige Nederlandse gemeente Warffum in de provincie Groningen totdat de gemeente op 1 januari 1990 samen met de gemeenten Kantens en Usquert opging in de gemeente Hefshuizen.
| Ambtsperiode                | Afbeelding | Naam burgemeester                  | Leven     | Partij of stroming | Bijzonderheden |
| --------------------------- | ---------- | ---------------------------------- | --------- | ------------------ | --- |
| 1808 - 1812                 |            | Doje Pieters van Zeeburgh          | 1779-1820 |                    | |
| 1812 - januari 1846         |            | Krijn Jacobs Ritzema               |           |                    | |
| januari 1846 - 2 maart 1852 |            | Jan Arkema                         | 1791-1863 |                    | Beroep: chirurgijn. |
| 1852 - 1885                 |            | Pieter François Leonard Plaat      | 1816-1885 |                    | Tevens burgemeester van Usquert; werd in juli 1871 bij Koninklijk besluit voor korte tijd geschorst; overleden op 22 december 1885 |
| 1886 - 1915                 |            | Adam Klazes Bijlsma                | 1843-1915 |                    | Overleden op 16 juni 1915 |
| 1915 - 1947                 |            | Willem Jan Hendrik Hoen            | 1882-1959 |                    | |
| 1947 - 1952                 |            | Tekke Nabring                      | 1902-1952 | PvdA               | Van 1946 tot 1952 lid van Provinciale Staten van Groningen; overleden op 9 november 1952                                           |
| 1953 - 1957                 |            | mr. Willem Jacob (Molly) Geertsema | 1918-1991 | VVD                | Was raadslid van Leiden, later burgemeester van Wassenaar                                                                          |
| 1957 - 1971                 |            | Simon de Waard                     | 1905-1996 | PvdA               | |
| 1971 - 1980                 |            | Aijolt Kloosterboer                | 1915-2015 | VVD                | Vierde op 22 mei 2015 zijn eeuwfeest. Hij overleed op 11 juli 2015.                                                                |
| 1980 - 1988                 |            | Eric Johan Carl Kamerling          | 1943-2021 | VVD                | Werd burgemeester van Vorden |
| 1988 - 1989                 |            | mr. Abraham Adriaan Jacob Goldberg | 1922-2005 | VVD                | Waarnemend burgemeester, oud-burgemeester van De Bilt                                                                              |